# Balquhain
Der Recumbent Stone Circle (RSC) von Balquhain (auch als Chapel of Garioch oder Inveramsay bekannt) liegt etwa drei Kilometer südwestlich von Inverurie in Aberdeenshire in Schottland, in einem Feld, an einem Hang mit Blick auf die A96. Der Steinkreis von Balquhain ist weitgehend zerstört und nur vier Steine des Kreises und ein Ausreißer (englisch outlier) stehen aufrecht.
Der Kreis wurde zuerst im Jahre 1829 von J. Logan beschrieben. Der ursprüngliche Durchmesser war unsicher. Frederick Rhenius Coles (1854–1929) ermittelte 1900 einen Durchmesser von 19,5 m, während A. Thoms Messung von 1980 einen Durchmesser von 20,7 m ergab.
Der „liegende Stein“ aus weißkörnigem Granit ist etwa 3,8 m lang, 1,05 m dick und in der Mitte etwa 1,7 m hoch. Sein Gewicht wird auf über zehn Tonnen geschätzt. A. Burl vermutet, dass er nicht aus der Gegend stammt. Die Außenfläche ist sehr flach und wirkt beinahe bearbeitet, während die Innenseite sehr unregelmäßig ist. Obwohl der liegende Stein Fundamente aus einem großen und mehreren kleinen Steinen hat, die an der inneren Basis sichtbar sind, liegt er ein wenig schräg.
Die Flankensteine sind verschieden. Der umgefallene östliche Stein ist eine zwei Meter lange feinkörnige Platte aus grauem Eruptivgestein, während das 2,25 m hohe westliche Gegenstück ein spitzer, grober Stein aus rötlichem Quarzit mit weißen Quarzeinschlüssen ist. Einer der Einschlüsse bildet in der Mitte der Innenseite ein elliptisches Auge. Der gefallene östliche Flankenstein hat vier Schälchen (englisch cups) auf seiner Oberfläche. Der Kreisstein im Südwesten hat mindestens 24 cups. Nur die liegenden Steine von Rothiemay (119) und Sunhoney (31) haben mehr cups. Neuere Arbeiten deuten darauf hin, dass in der frühen Phase ihrer Konstruktion wahrscheinlich alle RSCs im Inneren Ringcairns hatten, aber es gibt keine Spuren eines Ringcairns bei Balquhain.
Die Höhen der restlichen aufrecht stehenden Kreissteine waren wahrscheinlich zum liegenden Stein hin abgestuft, was ebenso ein charakteristisches Merkmal der RSCs ist wie die Platzierung des liegenden Steines im Südwesten des Kreises. Anhand der Abstände der verbliebenen Steine lässt sich schätzen, dass der Kreis einst zwölf Steine hatte, wobei die Zahl nur durch eine Ausgrabung zu bestätigen ist.
Der spektakulärste Stein dieses Platzes gehört nicht zum Kreis. Es der massive 3,2 m hohe dreikantige, spitz zulaufende Outlier aus weißem Quarz, der etwa 3,5 m außerhalb des Kreises steht. Kein anderer RSC hat einen Outlier.

## Die Steinkreise am River Dee
Die Steinkreise von Deeside bilden eine Gruppe von Recumbent Stone Circle (RSC). Ungefähr 100 von ihnen wurden zwischen 2500 und 1500 v. Chr. in Aberdeenshire errichtet. Die Ensembles der "ruhenden Steine" liegen in der Regel im Südosten und (normalerweise) auf dem Ringverlauf.